# Gal (unité)
Pour les articles ayant des titres homophones, voir Gale, Gall, Galle et Galles.
Cet article concerne l'unité de mesure d'accélération. Pour les autres significations, voir GAL.

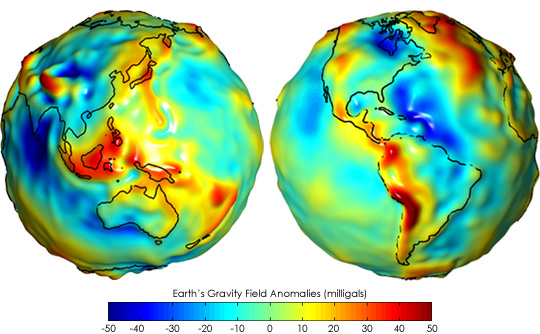
La force gravitationnelle de la terre mesurée par la NASA qui montre les déviations du modèle gravitationnel de la Terre « parfaite ».

Le gal, de symbole Gal, est l'unité CGS d'accélération, égale à 1 cm/s2 (donc à 0,01 m/s2). Son nom fait référence à l'astronome et physicien Galilée.
Bien qu'obsolète et hors du Système international, le gal est encore utilisé pour exprimer l'accélération de la pesanteur en géodésie et en géophysique. L'eotvos lui est lié.